# Maria Jarymowicz
Maria Teresa Jarymowicz (ur. 4 września 1942) − polska psycholog, profesor nauk humanistycznych, pracownik naukowy Wydziału Psychologii Uniwersytetu Warszawskiego, członek Katedry Psychologii Osobowości. Zajmuje się relacjami Ja-podmiotowego i Ja-przedmiotowego, tożsamością osobistą i społeczną, egocentryzmem, stereotypami społecznymi i uprzedzeniami.

## Kariera naukowa
Studia wyższe ukończyła w 1964 roku na Wydziale Psychologii i Pedagogiki Uniwersytetu Warszawskiego i z tą uczelnią związała swoją przyszłą karierę. W roku 1970 uzyskała stopień doktora nauk humanistycznych w zakresie psychologii ze specjalnością psychologia osobowości. Promotorem pracy doktorskiej był Janusz Reykowski. W 1978 roku uzyskała stopień doktora habilitowanego za rozprawę pt. Modyfikowanie wyobrażeń dotyczących „ja” dla zwiększania gotowości do zachowań prospołecznych. Tytuł naukowy profesora nauk humanistycznych uzyskała w 1989 roku.
W 1998 roku dostała nagrodę „Subsydia dla Uczonych”, przyznawane przez Fundację na rzecz Nauki Polskiej. W 2011 roku odznaczona Złotym Krzyżem Zasługi w uznaniu pracy naukowo-badawczej i dydaktycznej.

## Publikacje
- Jarymowicz, M. (red.) (1988). Studia nad spostrzeganiem relacji Ja-Inni: tożsamość, indywiduacja, przynależność. Wrocław: Ossolineum
- Jarymowicz, M. (1991, 2001). Czy jesteśmy egoistami? W: M. Kofta i T. Szustrowa (red.), Złudzenia, które pozwalają żyć. Warszawa: PWN
- Jarymowicz, M. (1992). Tożsamość jako efekt rozpoznawania siebie wśród swoich i obcych. W: P. Boski, M. Jarymowicz i H. Malewska-Peyre Tożsamość a odmienność kulturowa (213-275). Warszawa: Wydawnictwo IP PAN.
- Jarymowicz, M. (red.) (1993). To know Self - to understand Others. Delft: Eburon
- Jarymowicz, M. (red.) (1994, 2002). Poza egocentryczną perspektywą widzenia siebie i świata. Warszawa: Wydawnictwo IP PAN.
- Jarymowicz, M. (2000). Psychologia tożsamości. W: J. Strelau (Red.), Psychologia. Podręcznik akademicki (107-125). Gdańsk: Gdańskie Wydawnictwo Psychologiczne.
- Jarymowicz, M. (1999). O godzeniu wody z ogniem: o związkach kolektywizmu z indywidualizmem. W: B. Wojciszke i M. Jarymowicz (red.), Psychologia rozumienia zjawisk społecznych (121-152). Łódź: Wydawnictwo Naukowe PWN
- Jarymowicz, M. (2001). W poszukiwaniu przesłanek sztywności stereotypów. W: M. Kofta i A. Jasińska-Kania (red.), Stereotypy i uprzedzenia – uwarunkowania psychologiczne i kulturowe (26-43). Warszawa: Wydawnictwo Naukowe SCHOLAR.
- Jarymowicz, M. (red.) (2001). Pomiędzy afektem a intelektem: poszukiwania empiryczne. Warszawa: Wydawnictwo IP PAN.[4]

## Współpraca międzynarodowa
Od 1996 roku współpraca z Danielem Bar-Tal (Tel Aviv University, Izrael).